# Чепно
Чепно (словен. Čepno) — поселення в общині Півка, Регіон Нотрансько-крашка, Словенія. Висота над рівнем моря: 564,8 м.